# Aéroport de Córdoba
L'aéroport international Ingénieur Aéronautique Ambrosio Taravella (code IATA : COR • code OACI : SACO • code FA Argent. (es) : CBA), aussi connu sous le nom d'aéroport de Cordoba-Pajas Blancas, est un aéroport situé dans la ville de Córdoba, capitale de la province homonyme, en Argentine.

## Présentation
L'aéroport se situe à 11,5 km du centre-ville et possède un terminal passager d'environ 19 000 m2 qui peut accueillir jusqu'à 2 400 000 passagers par an. Après la création de l'aéroport de Buenos Aires-J. Newbery, il s'est imposé comme 3e aéroport d'Argentine par nombre de vols internationaux, après ceux de Buenos Aires-Ezeiza et de Buenos Aires-Newbery. Au niveau national, c'est le 2e aéroport par nombre de vols.
Catégorie OACI : 4E.[Quoi ?]
L'aéroport est utilisé comme alternative à l'aéroport d'Ezeiza. C'est en effet le seul capable d'accueillir des gros porteurs en provenance d'Europe notamment.

## Situation
| \| 100 km1:20 642 000 \| Bahía Blanca San Carlos de Bariloche Buenos Aires · J.-Newbery Buenos Aires · Ezeiza Buenos Aires · El Palomar Catamarca Comodoro Rivadavia Córdoba Corrientes El Calafate Esquel Formosa Gobernador Gregores San Salvador de Jujuy La Rioja Malargüe Mar del Plata Mendoza Neuquén Paraná Perito Moreno Puerto · Iguazú Puerto Madryn Reconquista Resistencia Río Cuarto Río Gallegos Río Grande Rosario Salta San Juan San Luis San Martín de los Andes San Rafael Santa Fe de la Vera Cruz Santa Rosa Santiago del Estero Sunchales Tandil Termas de Río Hondo Trelew Tucumán Ushuaia Viedma |
| 100 km1:20 642 000 |

## Compagnies aériennes et destinations
| Compagnies             | Destinations |
| ---------------------- | --- |
| Aerolíneas Argentinas  | - Asuncion-S.-Pettirossi, - Buenos Aires-J. Newbery, - Comodoro Rivadavia, - El Calafate, - Mar del Plata, - Mendoza-El Plumerillo, - Neuquén (en), - Puerto Iguazú, - Posadas (en), - Resistencia, - Salta, - San Carlos de Bariloche (en), - San Juan (en), - San Salvador de Jujuy (en), - São Paulo/Guarulhos, - Trelew-Almirante Zar (es), - San Miguel de Tucumán (en), - Ushuaïa En saison : Florianópolis, Rio de Janeiro/Galeão |
| Air Europa             | Madrid-Barajas |
| Andes Líneas Aéreas    | Charter : Cayo Largo-Vilo Acuña (en) |
| Copa Airlines          | Panama-Tocumen |
| Flybondi               | Buenos Aires-J. Newbery, Mendoza-El Plumerillo, Neuquén (en), San Carlos de Bariloche (en) |
| Gol Transportes Aéreos | Rio de Janeiro/Galeão En saison : Florianópolis, São Paulo/Guarulhos |
| JetSmart Argentina     | Buenos Aires-J. Newbery, Salta, San Carlos de Bariloche (en) |
| LADE                   | Mendoza-El Plumerillo |
| LATAM Chile            | Santiago du Chili-A.-M.-Benítez |
| LATAM Perú             | Lima-J. Chávez |

Édité le 19/04/2019  Actualisé le 14/12/2024

## Statistiques et trafic
Pour des raisons techniques, il est temporairement impossible d'afficher le graphique qui aurait dû être présenté ici.

Voir la requête brute et les sources sur Wikidata.

### Zoom sur l'impact du Covid de 2019-2020
Pour des raisons techniques, il est temporairement impossible d'afficher le graphique qui aurait dû être présenté ici.

Voir la requête brute et les sources sur Wikidata.
| Rang 2018 | Aéroport                                                    | Ville                   | Nb passagers 2017 | Nb passagers 2018 | Compagnies aériennes                                                                                        |
| --------- | ----------------------------------------------------------- | ----------------------- | ----------------- | ----------------- | --- |
| 1         | Aéroport Jorge-Newbery                                      | Buenos Aires            | 1 201 827         | 1 245 983         | Aerolineas Argentinas, Andes Lineas Aéreas, Austral Lineas Aéreas, LATAM Argentina, Norwegian Air Argentina |
| 2         | Aéroport international Gouverneur Francisco Gabrielli       | Mendoza                 | 120 043           | 167 691           | Austral Lineas Aéreas, Flybondi                                                                             |
| 3         | Aéroport international d'Ezeiza                             | Buenos Aires            | 152 112           | 167 443           | Aerolineas Argentinas, Austral Lineas Aéreas                                                                |
| 4         | Aéroport international d'El Palomar                         | Buenos Aires            | Nouveau           | 103 910           | Flybondi |
| 5         | Aéroport international Martin Miguel de Guemes              | Salta                   | 70 254            | 97 923            | Aerolineas Argentinas                                                                                       |
| 6         | Aéroport international Président Peron                      | Neuquen                 | 42 165            | 92 195            | Aerolineas Argentinas                                                                                       |
| 7         | Aéroport international Lieutenant Luis Candelaria           | San Carlos de Bariloche | 44 878            | 88 520            | Aerolineas Argentinas, Austral Lineas Aéreas, Flybondi                                                      |
| 8         | Aéroport international Général Enrique Mosconi              | Comodoro Rivadavia      | 49 851            | 75 358            | Aerolineas Argentinas                                                                                       |
| 9         | Aéroport international de Puerto Iguazu                     | Puerto Iguazu           | 41 664            | 74 700            | Austral Lineas Aéreas, Flybondi                                                                             |
| 10        | Aéroport international Lieutenant Général Benjamin Matienzo | San Miguel de Tucuman   | 24 512            | 67 570            | Aerolineas Argentinas                                                                                       |

| Rang 2018 | Aéroport                                                           | Ville             | Nb passagers 2017 | Nb passagers 2018 | Compagnies aériennes                       |
| --------- | ------------------------------------------------------------------ | ----------------- | ----------------- | ----------------- | ------------------------------------------ |
| 1         | Aéroport international de Santiago du Chili Arturo Merino Benitez  | Santiago du Chili | 322 000           | 283 000           | Austral Lineas Aéreas, LATAM Chili         |
| 2         | Aéroport international de Panama-Tocumen                           | Panama            | 108 000           | 170 000           | Copa Airlines                              |
| 3         | Aéroport international de Lima Jorge Chavez                        | Lima              | 137 000           | 125 000           | LATAM Pérou                                |
| 4         | Aéroport international de São Paulo Guarulhos                      | São Paulo         | 131 000           | 112 000           | LATAM Brésil                               |
| 5         | Aéroport international de Rio de Janeiro Galeão                    | Rio de Janeiro    | 102 000           | 93 000            | Aerolineas Argentinas, Gol Lineas Aéreas   |
| 6         | Aéroport international de Madrid Barajas                           | Madrid            | 52 000            | 68 000            | Air Europa, Iberia                         |
| 7         | Aéroport international de Salvador de Bahia Luis Eduardo Magalhães | Salvador de Bahia | 21 000            | 20 000            | Aerolineas Argentinas, Gol Lineas Aéreas   |
| 8         | Aéroport international de Porto Alegre Salgado Filho               | Porto Alegre      | Nouveau           | 18 000            | Azul Linhas Aéreas Brasilieras             |
| 9         | Aéroport international de Recife/Guararapes                        | Recife            | Nouveau           | 14 000            | Azul Linhas Aéreas Brasilieras             |
| 10        | Aéroport international de Florianopolis Hercilio Luz               | Florianopolis     | 8 000             | 12 000            | Aerolineas Argentinas, Andes Lineas Aéreas |

## Accès et communication

### Accès
L'aéroport est situé à une dizaine de kilomètres du centre-ville.

#### Transports publics
- ligne de bus 25 : arrêt devant les portes de l'aéroport
- lignes interurbaines (sociétés Intercordoba, FonoBus ou Eder)
- Aerobus : liaison avec le terminal de bus de Cordoba

#### Transports privés
- taxis : municipalité de Cordoba
- VTC : Transfer Express

### Communication
On trouve des téléphones publics, des magasins avec des cabines et un accès Internet à l'aéroport.